# Бородин, Сергей Алексеевич
Серге́й Алексе́евич Бороди́н (род. 30 января 1999, Лазаревское, Краснодарский край) — российский футболист, защитник московского «Торпедо».

## Клубная карьера
Воспитанник академии «Краснодара». В молодёжном первенстве с 2015 по 2019 год провёл 61 матч, забил три гола. В Юношеской лиге УЕФА 2017/18 в пяти матчах забил один гол.
2 сентября 2016 года дебютировал за «Краснодар-2» в гостевом матче первенства ПФЛ против ставропольского «Динамо». В сезоне 2016/17 четыре матча, в сезоне 2017/18 — один матч.
В первенстве ФНЛ в сезонах 2018/19 — 2019/20 провёл за команду 36 игр, забил один гол. В сезоне 2019/20 сыграл один матч за «Краснодар-3» в ПФЛ.
28 августа 2020 года на правах аренды до конца сезона с опцией последующего выкупа перешёл в ФК «Уфа». Дебютировал за клуб 17 декабря 2020 года в гостевом матче против «Краснодара», выйдя на замену на 48-й минуте.
19 февраля 2021 года ФК «Краснодар» вернул игрока из аренды, воспользовавшись опцией досрочного прекращения арендного соглашения.
12 января 2023 года на правах аренды перешёл в иерусалимский Бейтар. 23 мая 2023 года стал обладателем кубка Израиля.
29 июня 2023 года был куплен московским «Торпедо». В сезоне 2024/25 с клубом стал серебряным призёром Первой лиги.

## Карьера в сборной
В 2014—2017 годах играл за юношеские сборные России рождения под руководством Сергея Матвеева. Участник отборочного и элитного раундов квалификации к юношескому чемпионату Европы 2016. Участник отборочного турнира к чемпионату Европы 2018 (до 19 лет) в команде под руководством Александра Гришина.
Сыграл один товарищеский матч за молодёжную сборную России (тренер Михаил Галактионов).
24 сентября 2022 года дебютировал в составе основной команды сборной России в товарищеском матче против сборной Кыргызстана.

## Статистика выступлений

### Клубная
| Выступление          | Выступление      | Выступление      | Лига | Лига | Кубки | Кубки | Итого | Итого |
| Клуб                 | Лига             | Сезон            | Игры | Голы | Игры  | Голы  | Игры  | Голы  |
| -------------------- | ---------------- | ---------------- | ---- | ---- | ----- | ----- | ----- | ----- |
| Краснодар            | РПЛ              | 2021/22          | 4    | 0    | 0     | 0     | 4     | 0     |
| Краснодар            | РПЛ              | 2022/23          | 10   | 1    | 2     | 0     | 12    | 1     |
| Краснодар            | Итого            | Итого            | 14   | 1    | 2     | 0     | 16    | 1     |
| → Краснодар-2        | ПФЛ              | 2016/17          | 4    | 0    | —     | —     | 4     | 0     |
| → Краснодар-2        | ПФЛ              | 2017/18          | 1    | 0    | —     | —     | 1     | 0     |
| → Краснодар-2        | ФНЛ              | 2018/19          | 15   | 1    | —     | —     | 15    | 1     |
| → Краснодар-2        | ФНЛ              | 2019/20          | 21   | 0    | —     | —     | 21    | 0     |
| → Краснодар-2        | Итого            | Итого            | 41   | 1    | —     | —     | 41    | 1     |
| → Краснодар-3        | ПФЛ              | 2019/20          | 1    | 0    | —     | —     | 1     | 0     |
| → Краснодар-3        | Итого            | Итого            | 1    | 0    | —     | —     | 1     | 0     |
| → Уфа                | РПЛ              | 2020/21          | 1    | 0    | 0     | 0     | 1     | 0     |
| → Уфа                | Итого            | Итого            | 1    | 0    | 0     | 0     | 1     | 0     |
| → Краснодар-2        | ФНЛ              | 2020/21          | 12   | 1    | —     | —     | 12    | 1     |
| → Краснодар-2        | Первый дивизион  | 2021/22          | 26   | 0    | —     | —     | 26    | 0     |
| → Краснодар-2        | Итого            | Итого            | 38   | 1    | —     | —     | 38    | 1     |
| → Бейтар (Иерусалим) | Лигат ХаАль      | 2022/23          | 13   | 0    | 4     | 0     | 17    | 0     |
| → Бейтар (Иерусалим) | Итого            | Итого            | 13   | 0    | 4     | 0     | 17    | 0     |
| Торпедо (Москва)     | Первая лига      | 2023/24          | 31   | 0    | 1     | 0     | 32    | 0     |
| Торпедо (Москва)     | Первая лига      | 2024/25          | 31   | 2    | 0     | 0     | 31    | 2     |
| Торпедо (Москва)     | Первая лига      | 2025/26          | 5    | 0    | 0     | 0     | 5     | 0     |
| Торпедо (Москва)     | Итого            | Итого            | 67   | 2    | 1     | 0     | 68    | 2     |
| Всего за карьеру     | Всего за карьеру | Всего за карьеру | 175  | 5    | 7     | 0     | 182   | 5     |

### Матчи за сборную
| Матчи Бородина за сборную России | Матчи Бородина за сборную России | Матчи Бородина за сборную России | Матчи Бородина за сборную России | Матчи Бородина за сборную России | Матчи Бородина за сборную России |
| №                                | Дата                             | Оппонент                         | Счёт                             | Голы                             | Соревнование                     |
| -------------------------------- | -------------------------------- | -------------------------------- | -------------------------------- | -------------------------------- | -------------------------------- |
| 1                                | 24 сентября 2022                 | Кыргызстан                       | 1:2                              | —                                | Товарищеский матч                |

Итого: 1 матч / 0 голов; 1 победа, 0 ничьих, 0 поражений.

## Достижения
«Краснодар»
- Победитель молодёжного первенства России: 2017/18

«Бейтар» (Иерусалим)
- Обладатель Кубка Израиля: 2022/23

«Торпедо» (Москва)
- Серебряный призёр Первой лиги: 2024/25